# Ein starkes Team: Parkplatz bitte sauber halten
Parkplatz bitte sauber halten ist ein deutscher Fernsehfilm von Maris Pfeiffer aus dem Jahr 2020. Es handelt sich um die 81. Folge der Krimiserie Ein starkes Team mit Florian Martens als Otto Garber und Stefanie Stappenbeck als Linett Wachow als ermittelnde Kriminalkommissare in den Hauptrollen. Wachow ermittelt in ihrem 17. Fall, für Garber ist es sein 81. Fall. Arnfried Lerche ist wiederum als Vorgesetzter des Duos sowie des von Matthi Faust gespielten Sebastian Klöckner dabei, desgleichen Jaecki Schwarz als „Sputnik“ und Eva Sixt als Pathologin. Die Haupt-Gaststars dieser Folge sind Annika Blendl, Marc Ben Puch und Lara Mandoki sowie Maximilian Gehrlinger und Sabine Vitua.

## Handlung
Die Berliner Kriminalkommissare Otto Garber und Linett Wachow werden zu einem Fall auf einem abgelegenen Parkplatz mit dem Hinweisschild „Den Parkplatz bitte sauber halten“ gerufen, wo die mit Hämatomen im Halsbereich aufgefundene Leiche eines Professors der Berliner Universität entdeckt worden ist. Die Verletzungen könnten vom Gurt einer Kamera stammen, die eventuell belastendes Material aufgezeichnet hat, weshalb es zu einer Auseinandersetzung gekommen sein könnte. Es zeichnet sich das Bild eines simulierten Raubmords ab, der Fall erweist sich letztendlich aber als kaltblütiger Mord in Swinger-Kreisen. Der Parkplatz ist dafür bekannt, dass dort heterosexuelle wie auch homosexuelle Pärchen den Reiz des öffentlichen Sex auskosten.
Bei dem Toten handelt es sich um Hannes Thalhammer, der einen Lehrstuhl für Philosophie innehatte. Von Susanne Kowalski, der Exfrau des Professors, die inzwischen neu verheiratet ist, erfahren Garber und Wachow, dass sie seit ihrer Scheidung vor einem Jahr keinen Kontakt mehr zu ihrem Exmann gehabt habe. Erst in einem späteren Gespräch erläutert sie, dass ihr erster Mann sie auch während der Ehe in erotischen Posen fotografiert habe. Das sei seine Art gewesen, ihr zu sagen, dass er sie sexy finde. Das habe ihr anfangs auch gefallen, aber irgendwann nicht mehr. Und dann habe sie Benno Kowalski, ihren jetzigen Mann, kennengelernt. Weiter bringen die Ermittler in Erfahrung, dass es eine Anzeige gegen Thalhammer wegen sexueller Belästigung gab. Auch nach der Scheidung habe sie ihren ersten Mann noch gern gehabt. 
Thalhammer soll von der Studentin Ely Hadraschek Aufnahmen gemacht haben, während sie nach dem Akrobatiktraining in der Uni unter der Dusche stand. Hadraschek beklagt sich bitter bei Wachow, dass ihr seinerzeit niemand geglaubt habe und, da sie keine Zeugen gehabt habe, Aussage gegen Aussage stand.
Einer der Anwohner in Parkplatznähe, ein Angler, kommt den Ermittlern zu Hilfe. Er hatte sich versteckt und die Autonummern der Swingerpaare aufgeschrieben. Linett Wachow unterhält sich mit der Krankenschwester Janette Böhm, die freimütig Auskunft gibt, andere reagieren verschämt, wie beispielsweise Philipp Uhlmann. In einem Gespräch mit Monika Voigt, deren Freund während eines solchen Treffens von einem Maskenmann zusammengeschlagen wurde, erfahren die Beamten, dass es einen Mann gegeben habe, der Sex ohne Gummi gewollt habe, was von ihr abgelehnt worden sei. Er habe sich kurz entfernt und sei dann wiedergekommen und habe ihren Freund Holger zusammengeschlagen. Garber und Wachow sprechen auch mit Rosi, der Besitzerin eines Kinos, das Sexfilme zeigt, die sich in der Swingerszene sehr gut auskennt. 
Benno Kowalski trifft sich mit Vicky Müller-Gellinghaus und erzählt ihr, dass er in Schwierigkeiten stecke, und will wissen, ob sie ihm helfen könne. Vicky ist die Frau des Kollegen Marvin Müller-Gellinghaus. Als Otto Garber etwas später mit dem Paar spricht, macht Vicky eine verräterische Bemerkung. Beide geben zu, die Kowalskis und den Professor gekannt zu haben. Sie seien oft zu dritt dabei gewesen. Benno habe gewollt, dass sie ihm ein Alibi geben. In der Tatnacht seien alle drei auf dem besagten Parkplatz gewesen. Der Professor habe gern dabei zugesehen, wenn Susanne Sex mit anderen Männern gehabt habe. Benno Kowalski soll Thalhammer gedroht haben. Kowalski gibt zu, dass er gesagt habe, ein richtiger Mann müsse wissen, wann er verloren habe. Susanne und er hätten ihn einfach nicht mehr dabeihaben wollen.
Garber und Wachow sowie weitere Beamte beobachten ein erneutes Treffen auf dem Parkplatz. Wachow entdeckt die Krankenschwester Janette Böhm, die ihr so freimütig geantwortet hat. Die junge Frau lässt sich auf einen Typen mit Maske ein und gerät dabei in große Gefahr. Zum Glück greifen Garber und Wachow ein, bevor noch Schlimmeres passieren kann. Der festgenommene Dustin Kröger rechtfertigt sich, indem er meint, die Frauen, die dort hinkämen, wären alles Nutten, und würden lügen, wenn sie nur ihr Maul aufmachten. Ihm ging es immer um Frauen, der tote Professor passt nicht ins Opferschema.
Als die Kommissare noch einmal mit Uhlmann sprechen wollen, benimmt dieser sich äußerst verdächtig, sodass Wachow und ihr Kollege Sebastian Klöckner ihn mit aufs Revier nehmen. Als sie sein Handy sehen wollen, sträubt er sich erst. Zur Überraschung von Wachow hat er sie fotografiert. Er begründet das damit, dass sie ihn an seine Mutter in seiner Kindheit erinnere. Kurz darauf wird Wachow ein Video zugespielt, das zeigt, wie der Professor seine Frau und Kowalski auf dem Parkplatz aufgenommen hat. Neben seinen Schuhen ist auch er kurz zu sehen. Als das Video im Netz hochgeladen wurde, war Thalhammer bereits tot.
Die Ermittlungen führen zu Uhlmann, der Ely Hadraschek Thalhammers Video zugespielt hat. Bei seiner Festnahme erklärt er, es sei schön gewesen wie immer. Dann habe er gesehen, dass jemand Bilder gemacht habe, und er habe den Professor sofort erkannt. Er habe gewusst, was dieser Ely angetan habe und auch, dass niemand ihr geglaubt habe. Darum habe er Thalhammer angesprochen und die Herausgabe der Kamera verlangt. Der Professor habe sie jedoch nicht hergeben wollen. Es sei zu einem Kampf gekommen, in dessen Verlauf er Thalhammer gewürgt habe, ohne zu wissen, was er da eigentlich mache. Er habe nur Ely helfen wollen. Zuhause habe er dann gesehen, dass die Kamera alles festgehalten habe.
Otto Garbers Selbstanzeige wegen Unregelmäßigkeiten bei diversen Abrechnungen, die er erstattet hatte, um dem Kollegen Müller-Gellinghaus, der diese intern bei der Polizei bearbeitet, keine Angriffsfläche zu bieten, lässt sein Chef Lothar Reddemann im Papierkorb verschwinden.

## Produktionsnotizen
Die Dreharbeiten für Parkplatz bitte sauber halten erstreckten sich vom 25. April bis zum 28. Mai 2019 und fanden in Berlin und Umgebung statt. Die Produktionsleitung des von der UFA Fiction GmbH erstellten Films lag bei Milena Baumann, die Redaktion bei Günther van Endert.

## Rezeption

### Erstausstrahlung, Einschaltquote
Die Erstausstrahlung im ZDF am 1. Februar 2020 erreichte 6,62 Mio. Zuschauer, was einem Marktanteil von 21,8 Prozent entsprach.

### Kritik
Tilmann P. Gangloff gab dem Film auf tittelbach.tv 2,5 von 6 möglichen Sternen und meinte zu diesem Krimi: „Ein Filmtitel kann auch eine Bürde sein. ‚Parkplatz bitte sauber halten‘: Das klingt originell und ist zudem recht sarkastisch, denn auf dem Parkplatz, an dem dieses Schild steht, ist neben allerlei Unrat auch eine Leiche gefunden worden. Tatsächlich ist das Sujet jedoch das einzig Ungewöhnliche an dieser 81. Episode aus der ZDF-Reihe ‚Ein starkes Team‘, denn Dramaturgie und Umsetzung kommen über Vorabendformat kaum hinaus.“ Gangloff erläuterte, dass aus dem Thema etwas hätte „werden können, wenn sich Autor Axel Hildebrand mehr für seine Figuren interessiert hätte; und wenn Maris Pfeiffer den Film nicht so uninspiriert inszeniert hätte“.
Ähnlich sah das auch Cinema, deren Fazit lautete: „Da hätte man sich mehr Mut gewünscht.“ […] „Trotz (zumindest angedeutet) öffentlichem Sex und schlüpfriger Geheimnisse gestaltet sich die Ermittlung nur mäßig aufregend. Insgesamt aber eine solide Inszenierung.“
Im Hamburger Abendblatt war zu lesen: „‚Ein starkes Team‘ ist im krimiorientierten TV-Deutschland nach wie vor einer der Garanten dafür, dass das gute alte analoge Fernsehen nicht kleinzukriegen ist.“ Verwiesen wurde sodann auf die sehr guten Einschaltquoten der Reihe, die „locker die Sieben-Millionen-Marke“ übersprungen hätten.